# Katedralen i Quito
Katedralen i Quito (spanska: Catedral Metropolitana de Quito), allmänt känt som la Catedral är en katolsk katedral i Quito, Ecuador. Katedralen är belägen på den sydvästra sidan av Plaza de la Independencia. Den nuvarande och föregående byggnaden var säte för Diocese av Quito från år 1545 fram till år 1848 då den upphöjdes till ärkestift. År 1995 upphöjdes den till Ecuadors katedral, vilket gjorde den till den äldsta katolska kyrkan i landet.